# Orthopyxis australis
Orthopyxis australis is een hydroïdpoliep uit de familie Campanulariidae. De poliep komt uit het geslacht Orthopyxis. Orthopyxis australis werd in 1924 voor het eerst wetenschappelijk beschreven door Stechow. 